# 陆家羲
陆家羲（1935年6月10日—1983年10月31日），出生于上海市，中国20世纪数学家。1961年毕业于东北师范大学物理系，历任内蒙古包头市第二十四中学、包头市第九中学物理教师，在此期间长期研究組合設計。1961年完成《柯克曼四元组系列》论文，后专攻“斯坦納系統”，创造出独特的引入素数因子的递推构造方法，完成总题目为《不相交的斯坦納三元系大集》等七篇论文，解决了国际上组合设计理论研究中多年未解决的难题。1983年10月31日在包头病故。
他是1987年国家自然科学一等奖获得者。